# Cycas riuminiana
Cycas riuminiana là một loài thực vật hạt trần trong họ Cycadaceae. Loài này được Porte ex Regel mô tả khoa học đầu tiên năm 1863.